# (73251) 2002 JM42
(73251) 2002 JM42 – planetoida z pasa głównego asteroid okrążająca Słońce w ciągu 3,61 lat w średniej odległości 2,35 j.a. Odkryta 8 maja 2002 roku.